# Hrabstwo Nevada (Arkansas)

Piramida wieku hrabstwa

Hrabstwo Nevada – hrabstwo w USA, w stanie Arkansas. Siedzibą administracyjną jest Prescott. Według danych z 2000 roku, hrabstwo zamieszkiwało 9955 osób.

## Miejscowości
- Reader (CDP)
- Bluff City
- Bodcaw
- Cale
- Emmet
- Prescott
- Rosston
- Willisville